# Ах, эти звёзды!
«Ах, эти звёзды!» — дипломный спектакль выпускного 4-го курса А. Кацмана — Л. Додина Ленинградского государственного института театра, музыки и кинематографии (ЛГИТМиК). Премьера состоялась весной 1983 года, в этом же году была записана телеверсия спектакля. Многие студенты, занятые в спектакле, впоследствии стали знаменитыми артистами.

## История создания
Идея создания спектакля принадлежала руководителю курса Аркадию Кацману, он же придумал название спектакля. В это время многие студенты делали пародийные номера, но они все были разрозненные. А. Кацману пришла идея свести всё вместе в единый спектакль. Пародии были придуманы и исполнены студентами курса Кацмана-Додина. Вдохновителем и музыкальным руководителем проекта стал Максим Леонидов. Все номера исполнялись «вживую» без фонограмм.

## Сюжет
Первая половина спектакля посвящалась пародиям на известных зарубежных исполнителей, в том числе Луи Армстронга, Элвиса Пресли, Адриано Челентано, вторая — на отечественных звёзд эстрады — Аллу Пугачёву, Эдуарда Хиля, Вахтанга Кикабидзе. Это были не просто пародии, а цельные номера с выстроенными образами и портретным гримом. Например, Андрей Дежонов, игравший Жильбера Беко, в конце номера исполнял кувырок через голову. Владимир Осипчук летал под куполом, изображая Валерия Леонтьева, и ходил по проволоке в роли Олега Попова. Пётр Семак, который изображал Челентано, спрыгивал на сцену со зрительского балкона.

## Создатели спектакля
- профессор А. Кацман
- преподаватель Л. Додин
- преподаватель А. Андреев
- Художник — И. Билибина
- Педагог по вокалу — доцент А. Киселёв
- Педагог по танцу — И. Кузнецова
- Педагог по речи — доцент В. Галендеев
- Музыкальный руководитель — Максим Леонидов
- студенты 4-го курса ЛГИТМиК

## Актёры и роли
| Актёр              | Роль                                                                                    |
| ------------------ | --------------------------------------------------------------------------------------- |
| Максим Леонидов    | • Луи Армстронг • Элвис Пресли • «Машина времени» • ковбой                              |
| Ирина Селезнёва    | • Робертино Лорети • Анна Герман • Валентина Толкунова • Нани Брегвадзе • Любовь Орлова |
| Татьяна Рассказова | • Элла Фицджеральд • Мирей Матьё • Алла Пугачёва • «Верасы»                             |
| Елена Кондулайнен  | • Марлен Дитрих • Людмила Сенчина                                                       |
| Регина Лялейките   | • Лайза Миннелли                                                                        |
| Анжелика Неволина  | • Ядвига Поплавская                                                                     |
| Владимир Осипчук   | • Валерий Леонтьев • Олег Попов • Битлз • ковбой                                        |
| Николай Павлов     | • Леонид Утёсов • Михаил Боярский                                                       |

| Актёр              | Роль                                                        |
| ------------------ | ----------------------------------------------------------- |
| Аркадий Коваль     | • ковбой • Олег Попов                                       |
| Дмитрий Рубин      | • Демис Руссос • Андрей Макаревич • Битлз                   |
| Игорь Павлов       | • Джо Дассен • Николай Гнатюк                               |
| Андрей Дежонов     | • Жильбер Беко • «Верасы» • Олег Попов                      |
| Михаил Морозов     | • Эдуард Хиль • Муслим Магомаев                             |
| Владимир Некрасов  | • Тынис Мяги • Вахтанг Кикабидзе • Битлз • «Машина времени» |
| Пётр Семак         | • Адриано Челентано • Битлз                                 |
| Александр Калинин  | • ковбой • «Машина времени»                                 |
| Владимир Диканский | • «Верасы» • Булат Окуджава                                 |

## Реакция зрителей

1983 год. Программка спектакля «Ах, эти звёзды!»

Спектакль приобрел необыкновенную популярность в Ленинграде и стране. На представлении побывали многие звёзды того времени — Алла Пугачёва, Андрей Миронов, Михаил Боярский, Эдуард Хиль, Людмила Сенчина, Николай Гнатюк, Андрей Макаревич, Юрий Темирканов, Эльдар Рязанов.

Ажиотаж был чудовищным. В день спектакля на Моховой улице перед учебным театром дежурила конная милиция. Люди лезли в театр через крышу, пробирались другими немыслимыми путями.
— Из воспоминаний актёра Андрея Дежонова
Впоследствии спектакли игрались в БКЗ «Октябрьский», Дворце спорта «Юбилейный» и Спортивно-концертном комплексе на 12 тысяч зрителей. Студенты института также гастролировали со спектаклем в Одессе.

Что придумал Аркадий Кацман? Это такое, я бы сказал, предвидение гламура за двадцать лет до его появления. Спектакль «Ах, эти звёзды!» — это такой неожиданный гибрид студенческого капустника и настоящего бродвейского шоу… Это была сенсация не только городского, но и общероссийского масштаба. Билеты, которые стоят в кассе три рубля, уходили у спекулянтов по пятьдесят. И все равно попасть было невозможно…
— Из воспоминаний писателя Льва Лурье

## После выпуска
Многие студенты, занятые в спектакле, стали популярны и распределились в лучшие ленинградские театры. После окончания института Владимир Осипчук и Пётр Семак стали работать в Малом драматическом театре. Михаил Морозов, Ирина Селезнёва, Максим Леонидов — в Большом драматическом театре. Остальные выпускники были распределены в Театр комедии, Театр Ленсовета и другие ленинградские театры.
Среди участников спектакля — много признанных артистов. Пётр Семак получил звание Народного артиста Российской Федерации, пятеро участников спектакля были удостоены звания Заслуженного артиста РФ. Татьяна Рассказова стала лауреатом Государственной премии России.
Максим Леонидов вскоре после участия в спектакле создал популярный бит-квартет «Секрет». В него также вошёл Алексей Мурашов, который принимал участие в спектакле «Ах, эти звёзды!», играя на ударных в аккомпанирующим коллективе.